# Wizz Air Ukraine
Wizz Air Ukraine era una compagnia aerea a basso costo dell'Ucraina, sussidiaria dell'ungherese Wizz Air. Basata negli aeroporti di Kiev-Žuljany e Leopoli, aveva sede a Kiev. Ha terminato le operazioni di volo il 20 aprile 2015.

## Storia
Wizz Air Ucraina ha iniziato le operazioni l'11 luglio 2008 e da allora ha ampliato la propria rete di voli, sia domestici che internazionali.
Nel marzo 2013, Wizz Air Ukraine è stata una delle prime compagnie aeree a ricevere il nuovo Airbus A320-200 dotato di alette d'estremità. Nel mese di ottobre 2013, la compagnia aerea aprì la sua seconda base all'Aeroporto di Donec'k aprendovi sei nuove rotte. Tuttavia, la base Donec'k venne chiusa solamente cinque mesi dopo, ad aprile 2014 a causa della guerra dell'Ucraina orientale.
Il 26 marzo 2015, è stato annunciato che Wizz Air Ukraine sarebbe stata chiusa il 20 aprile 2015, a causa della crisi in corso in Ucraina e dell'alta volatilità della valuta locale. Otto rotte verranno operate dalla compagnia proprietaria Wizz Air, mentre le restanti dieci cesseranno del tutto.

## Flotta

### Flotta alla chiusura
La flotta di Wizz Air Ukraine, al momento della chiusura ad aprile 2015, era composta dai seguenti aeromobili:

### Flotta storica
Nel corso degli anni, Wizz Air Ukraine ha operato in totale con i seguenti aeromobili: